# Boechera perstellata
Boechera perstellata är en korsblommig växtart som först beskrevs av E. Braun, och fick sitt nu gällande namn av Al-shehbaz. Boechera perstellata ingår i släktet indiantravar, och familjen korsblommiga växter. Inga underarter finns listade i Catalogue of Life.